# Horspath
Horspath est une paroisse civile et un village de l'Oxfordshire, en Angleterre.